# Sven Teutenberg
Sven Teutenberg (* 18. August 1972 in Düsseldorf) ist ein ehemaliger deutscher Radrennfahrer.

## Sportliche Karriere
Sven Teutenberg begann mit dem Radsport 1978 im Verein RV Mettmann.
1993 gewann Sven Teutenberg den Circuit Franco-Belge und 1994 drei Etappen der Tour DuPont. Bei der Rutas de América 1996 in Uruguay entschied er zwei Etappen sowie die Gesamtwertung für sich, 1997 das Rennen Rund um Düren. 2000 gewann er eine Halbetappe der Bayern-Rundfahrt und 2001 drei Etappen der Vuelta Ciclista de Chile.
Sven Teutenberg begann seine Profilaufbahn 1994 beim Team Word Perfect. Der sprintstarke Rennfahrer war sowohl Teamkollege von Lance Armstrong als auch von Jan Ullrich. Teutenberg nahm 2001 an der Tour de France (81. Platz) teil, 2002 fuhr er den Giro d’Italia, schied aber aus. Die Vuelta a España bestritt er fünf Mal; die beste Platzierung erreichte er 1997 als 111. der Gesamtwertung.
Nachdem Teutenberg zwei Jahre für das Amateurteam La Bici gefahren war, konnte das Professional Continental Team Volksbank sich seine Dienste für 2006 sichern. Im Mai 2006, drei Monate vor Beginn der Deutschland Tour, fuhr er in einem offiziellen Streckentest den 1400 Kilometer langen Parcours der Rundfahrt ab.

## Berufliches
Sven Teutenberg betreibt das Fahrradgeschäft La Bici in Düsseldorf. Er war eine treibende Kraft bei dem erfolgreichen Vorhaben, den Grand Depart, den feierlichen Start, der Tour de France 2017 nach Düsseldorf zu holen, und wurde Mitglied des Organisationskomitees als Event Manager.

## Familie
Sven Teutenbergs Bruder Lars Teutenberg und seine Schwester Ina-Yoko Teutenberg sind/waren ebenfalls als Radsportler aktiv. Sein Vater Horst (1938–2021) war Jugendleiter und Stützpunkttrainer in Nordrhein-Westfalen. Seine Nichte Lea Lin, Tochter von Lars Teutenberg, wurde 2016 deutsche Junioren-Meisterin in der Mannschaftsverfolgung. Sein Neffe Tim Torn ist ebenfalls im Bahnradsport aktiv.

## Erfolge
1993
- Circuit Franco-Belge

1994
- drei Etappen Tour DuPont

1996
- Gesamtwertung  und zwei Etappen Rutas de América
- eine Etappe Teleflex Tour
- eine Etappe Hessen-Rundfahrt
- eine Etappe Commonwealth Bank Classic
- eine Etappe Redlands Classic

1997
- Rund um Düren

1998
- eine Etappe Rheinland-Pfalz-Rundfahrt

1999
- eine Etappe Vodacom-Rapport-Toer

2000
- eine Etappe Bayern-Rundfahrt

2001
- drei Etappen Vuelta Ciclista de Chile

2003
- eine Etappe Hessen-Rundfahrt

## Grand-Tour-Platzierungen
| Grand Tour            | 1997 | 1998 | 1999 | 2000 | 2001 | 2002 |
| --------------------- | ---- | ---- | ---- | ---- | ---- | ---- |
| Giro d’ItaliaGiro     | –    | –    | –    | –    | –    | DNF  |
| Tour de FranceTour    | –    | –    | –    | –    | 80   | –    |
| Vuelta a EspañaVuelta | 111  | DNF  | –    | –    | 134  | 132  |